# باخو باودو
باخو باودو (انگلیسی: Bajo Baudó) نام شهری در کشور کلمبیا است.